# Phare de Sabinal
Le Phare de Sabinal est un phare situé dans la réserve naturelle de Punta Entinas-Sabinar entre les localités d'El Ejido et Roquetas de Mar, dans la Province d'Almería en Andalousie (Espagne).
Il est géré par l'autorité portuaire d'Almería.

## Histoire
Le premier phare, une tour de 9 m, avait construit en 1863 à seulement 50 m de la mer. Il s'est effondré, à cause de l'érosion, en 1915 et a été remplacé immédiatement par une tour provisoire en bois.
Le nouveau phare a été érigé à 400 m de la plage pour le protéger de l'érosion future. Il a été mis en service en 1926. En 1937, il a été mitraillé durant la guerre civile espagnole en causant divers dommages dans la lanterne (destruction de la lentille de Fresnel) et sur la structure de la tour. Il a été électrifié en 1982 avec une modification du système optique. Il est localisé dans une zone de dunes et marécages, à l'entrée occidentale du golfe d'Almería, dans le parc naturel de Punta Entinas-Sabinar.
Identifiant : ARLHS : SPA-258 ; ES-22250 - Amirauté : E0090- NGA : 4440 .
|                       |
| Punta Entinas-Sabinal |

|                                |
| Parc naturel de Puntas Entinas |

### Lien connexe
- Liste des phares d'Espagne